# Чемпіонат світу з футболу 2022 (кваліфікаційний раунд, АФК)
Азійська секція кваліфікації Чемпіонату світу з футболу 2022 — кваліфікаційний турнір до Чемпіонату світу ФІФА 2022, який відбудеться у Катарі, для національних збірних, які входять до Азійської конфедерації футболу (АФК). Окрім Катару, який автоматично потрапив до тур як господар, АФК мають 4,5 путівки (4 прямі путівки та 1 путівка до міжконтинентальних плей-оф).
Кваліфікаційний процес складається з чотирьох раундів, де перші два раунди також є кваліфікацією до Кубку Азії АФК 2023. Попри автоматичну кваліфікацію, Катар все-одно брали участь у перших двох раундах задля спроби пройти до Кубку Азії.

## Формат
Структура кваліфікації:
- Перший раунд: 12 команд (35–46 місця у рейтингу) було розбито на 6 пар, які зіграли по 2 матчі кожна (вдома та на виїзді). Шість переможців пройшли до другого раунду.
- Другий раунд: 40 учасників (1–34 місця у рейтингу та 6 переможців першого раунду) було розділено на 8 груп по 5 команд, в кожній з яких команди грають одна з одною вдома та на виїзді. 8 переможців груп та 4 кращих команд серед других місць потрапляють до третього раунду, а також до Кубку Азії 2023. Якщо Катар опинеться серед 12 найкращих команд, їх місце в наступному раунді займе 5-а найкраща команда серед других місць.[4]
- Третій раунд: 12 учасників, які пройшли з другого раунду (8 переможців груп та 4 найкращих команд серед других місць), будуть розділені на 2 групи по 6 команд, в кожній з яких команди грають одна з одною вдома та на виїзді. Перші дві команди з кожної групи проходять до Чемпіонату світу 2022, а 2 третіх місця потрапляють до Четвертого раунду.
- Четвертий раунд: 2 третіх місця з третього раунду зіграють вдома та на виїзді. Переможець пари пройде до міжконтинентальних плей-оф.

## Учасники
Усі 46 країн-членів ФІФА та АФК потрапили до кваліфікації. Команди, які починають з Першого раунду, було визначено на основі рейтингу ФІФА за квітень 2019. Для жеребкування Другого та Третього раунду використовується актуальний на момент жеребкування рейтинг ФІФА.
Оскільки кваліфікація є одночасно відбором до Чемпіонату світу та Кубку Азії, Катар (господар Чемпіонату світу 2022) та Китай (господарі Кубку Азії 2023) беруть участь у Другому раунді кваліфікації.
Східний Тимор були відсторонені від участі у кваліфікації Кубку Азії після заявлення 12 гравців, яких вони не мали права заявляти до матчів кваліфікації Кубку Азії АФК 2019 та інших змагань. Але оскільки ФІФА не відсторонили їх від участі у кваліфікації Чемпіонату світу, Східному Тимору дозволили брати участь у змаганні, але без права кваліфікуватися до Кубку Азії.
| Починають в Другому раунді (Місця з 1-го по 34-е) | Починають в Першому раунді (Місця з 35-го по 46-е) |
| --- | --- |
| 1. Іран (21) 2. Японія (26) 3. Південна Корея (37) 4. Австралія (41) 5. Катар (55) 6. ОАЕ (67) 7. Саудівська Аравія (72) 8. КНР (74) 9. Ірак (76) 10. Сирія (83) 11. Узбекистан (85) 12. Ліван (86) 13. Оман (86) 14. Киргизстан (95) 15. Йорданія (97) 16. В'єтнам (98) 17. Палестина (99) 18. Індія (101) 19. Бахрейн (111) 20. Таїланд (114) 21. Таджикистан (120) 22. Північна Корея (121) 23. Філіппіни (124) 24. Китайський Тайбей (125) 25. Туркменістан (136) 26. М'янма (140) 27. Гонконг (141) 28. Ємен (146) 29. Афганістан (149) 30. Мальдіви (151) 31. Кувейт (156) 32. Індонезія (159) 33. Сінгапур (160) 34. Непал (161) | 1. Малайзія (168) 2. Камбоджа (173) 3. Макао (183) 4. Лаос (184) 5. Бутан (186) 6. Монголія (187) 7. Бангладеш (188) 8. Гуам (193) 9. Бруней (194) 10. Східний Тимор (195) 11. Пакистан (200) 12. Шрі-Ланка (202) |

## Розклад
Розклад напряму залежить від календарю міжнародних матчів ФІФА.
9 березня 2020, ФІФА та АФК анонсували перенесення матчів туру 7–10 другого раунду, які були заплановані на березень та червень 2020, через пандемію COVID-19. Тим не менш, за дозволу ФІФА та АФК, асоціації могли домовитися зіграти матч в заплановану дату за умов дотримання усіх правил безпеки. 5 червня 2020 АФК підтвердили, що тур 7 та 8 було заплановано на 8 та 13 жовтня відповідно, а тур 9 та 10 — 12 та 17 листопада. А вже 12 серпня 2020 ФІФА заявили, що матчі, заплановані на жовтень та листопад 2020 будуть зіграні у 2021 році.
25 червня 2020 ФІФА оголосили, що міжконтинентальні плей-оф, які мали відбутися у березні 2022, було перенесено на червень 2022.
11 листопада 2020, Комітет змагань АФК оголосили, що усі матчі другого раунду азійської кваліфікації мають бути завершені до 15 червня 2021: тур 7 та 8 у березні 2021, тур 9 та 10 у червні 2021, початок матчів останнього раунду азійської кваліфікації у вересні 2021. Також усі 10 турів останнього раунду мають бути завершеними до кінця березня 2022, а азійське та міжконтинентальне плей-оф запропоновано на травневе/червневе вікно у календарі міжнародних матчів ФІФА 2022. Азійський плей-оф запропоновано провести в одноматчевому форматі. В той самий день ФІФА, разом з асоціаціями Бангладешу та Катару, затвердили проведення єдиного матчу у 2020 — Катар проти Бангладешу —, який зіграли 4 грудня.
| Раунд        | Тур             | Дата                                                                          |
| ------------ | --------------- | ----------------------------------------------------------------------------- |
| Перший раунд | Перші матчі     | 6 червня 2019                                                                 |
| Перший раунд | Матчі-відповіді | 11 червня 2019                                                                |
| Другий раунд | Тур 1           | 5 вересня 2019                                                                |
| Другий раунд | Тур 2           | 10 вересня 2019                                                               |
| Другий раунд | Тур 3           | 10 жовтня 2019                                                                |
| Другий раунд | Тур 4           | 15 жовтня 2019                                                                |
| Другий раунд | Тур 5           | 14 листопада 2019                                                             |
| Другий раунд | Тур 6           | 19 листопада 2019                                                             |
| Другий раунд | Тур 7           | 25 березня 2021 (спочатку 26 березня 2020, потім 8 жовтня)                    |
| Другий раунд | Тур 8           | 4 грудня 2020 and 30 березня 2021 (спочатку 31 березня 2020, потім 13 жовтня) |
| Другий раунд | Тур 9           | 7 червня 2021 (спочатку 4 червня 2020, потім 12 листопада)                    |
| Другий раунд | Тур 10          | 15 червня 2021 (спочатку 9 червня 2020, потім 17 листопада)                   |

| Раунд           | Тур       | Дата                                              |
| --------------- | --------- | ------------------------------------------------- |
| Третій раунд    | Тур 1     | 2 вересня 2021 (спочатку 3 вересня 2020)          |
| Третій раунд    | Тур 2     | 7 вересня 2021 (спочатку 8 вересня 2020)          |
| Третій раунд    | Тур 3     | 7 жовтня 2021 (спочатку 13 жовтня 2020)           |
| Третій раунд    | Тур 4     | 12 жовтня 2021 (спочатку 12 листопада 2020)       |
| Третій раунд    | Тур 5     | 11 листопада 2021 (спочатку 17 листопада 2020)    |
| Третій раунд    | Тур 6     | 16 листопада 2021 (спочатку 25 березня)           |
| Третій раунд    | Тур 7     | січень 2022 (спочатку 30 березня 2021)            |
| Третій раунд    | Тур 8     | січень 2022 (спочатку 8 червня 2021)              |
| Третій раунд    | Тур 9     | березень 2022 (спочатку 7 вересня 2021)           |
| Третій раунд    | Тур 10    | березень 2022 (спочатку 12 жовтня 2021)           |
| Четвертий раунд | Один матч | травень/червень 2022 (спочатку 11 листопада 2021) |

## Перший раунд
Жеребкування першого раунду було проведено 17 квітня 2019 о 11:00 (UTC+8) у Будинку АФК в  Куала-Лумпурі.
| Команда 1 | Заг. | Команда 2     | 1-й матч | 2-й матч |
| --------- | ---- | ------------- | -------- | -------- |
| Монголія  | 3–2  | Бруней        | 2–0      | 1–2      |
| Макао     | 1–3  | Шрі-Ланка     | 1–0      | 0–3 (ТП) |
| Лаос      | 0–1  | Бангладеш     | 0–1      | 0–0      |
| Малайзія  | 12–2 | Східний Тимор | 7–1      | 5–1      |
| Камбоджа  | 4–1  | Пакистан      | 2–0      | 2–1      |
| Бутан     | 1–5  | Гуам          | 1–0      | 0–5      |

## Другий раунд
Жеребкування другого раунду було проведено 17 липня 2019 о 17:00 (UTC+8) у Будинку АФК в  Куала-Лумпурі.

### Підсумки
| Група A                         | Група B               | Група C         | Група D                            | Група E                        | Група F                                | Група G          | Група H                |
| ------------------------------- | --------------------- | --------------- | ---------------------------------- | ------------------------------ | -------------------------------------- | ---------------- | ---------------------- |
| Сирія КНР (тільки третій раунд) | Австралія             | Іран Ірак       | Саудівська Аравія                  | Катар (тільки кубок Азії) Оман | Японія                                 | ОАЕ В'єтнам      | Південна Корея Ліван   |
| Філіппіни Мальдіви              | Кувейт Йорданія Непал | Бахрейн Гонконг | Узбекистан Палестина Сінгапур Ємен | Індія Афганістан Бангладеш     | Таджикистан Киргизстан Монголія М'янма | Малайзія Таїланд | Туркменістан Шрі-Ланка |
| Гуам                            | Китайський Тайбей     | Камбоджа        |                                    |                                |                                        | Індонезія        |                        |
|                                 |                       |                 |                                    |                                |                                        |                  | Північна Корея         |

### Група A
| Поз | Команда   | І | В | Н | П | ГЗ | ГП | РГ  | О  | Кваліфікація                          |  | Сирія | Китай | Філіппіни | Мальдіви | Гуам |
| --- | --------- | - | - | - | - | -- | -- | --- | -- | ------------------------------------- |  | ----- | ----- | --------- | -------- | ---- |
| 1   | Сирія     | 8 | 7 | 0 | 1 | 22 | 7  | +15 | 21 | Третій раунд та Кубок Азії            |  | —     | 2:1   | 1:0       | 2:1      | 4:0  |
| 2   | КНР       | 8 | 6 | 1 | 1 | 30 | 3  | +27 | 19 | Третій раунд                          |  | 3:1   | —     | 2:0       | 5:0      | 7:0  |
| 3   | Філіппіни | 8 | 3 | 2 | 3 | 12 | 11 | +1  | 11 | Третій раунд кваліфікації Кубку Азії  |  | 2:5   | 0:0   | —         | 1:1      | 3:0  |
| 4   | Мальдіви  | 8 | 2 | 1 | 5 | 7  | 20 | −13 | 7  | Третій раунд кваліфікації Кубку Азії  |  | 0:4   | 0:5   | 1:2       | —        | 3:1  |
| 5   | Гуам      | 8 | 0 | 0 | 8 | 2  | 32 | −30 | 0  | Раунд плей-оф кваліфікації Кубку Азії |  | 0:3   | 0:7   | 1:4       | 0:1      | —    |

1. ↑  Китай вже кваліфікувався до кубку Азії як господар турніру.

### Група B
| Поз | Команда           | І | В | Н | П | ГЗ | ГП | РГ  | О  | Кваліфікація                          |  | Австралія | Кувейт | Йорданія | Непал | Китайський Тайбей |
| --- | ----------------- | - | - | - | - | -- | -- | --- | -- | ------------------------------------- |  | --------- | ------ | -------- | ----- | ----------------- |
| 1   | Австралія         | 8 | 8 | 0 | 0 | 28 | 2  | +26 | 24 | Третій раунд та Кубок Азії            |  | —         | 3:0    | 1:0      | 5:0   | 5:1               |
| 2   | Кувейт            | 8 | 4 | 2 | 2 | 19 | 7  | +12 | 14 | Третій раунд кваліфікації Кубку Азії  |  | 0:3       | —      | 0:0      | 7:0   | 9:0               |
| 3   | Йорданія          | 8 | 4 | 2 | 2 | 13 | 3  | +10 | 14 | Третій раунд кваліфікації Кубку Азії  |  | 0:1       | 0:0    | —        | 3:0   | 5:0               |
| 4   | Непал             | 8 | 2 | 0 | 6 | 4  | 22 | −18 | 6  | Третій раунд кваліфікації Кубку Азії  |  | 0:3       | 0:1    | 0:3      | —     | 2:0               |
| 5   | Китайський Тайбей | 8 | 0 | 0 | 8 | 4  | 34 | −30 | 0  | Раунд плей-оф кваліфікації Кубку Азії |  | 1:7       | 1:2    | 1:2      | 0:2   | —                 |

### Група C
| Поз | Команда  | І | В | Н | П | ГЗ | ГП | РГ  | О  | Кваліфікація                          |  | Іран | Ірак | Бахрейн | Гонконг | Камбоджа |
| --- | -------- | - | - | - | - | -- | -- | --- | -- | ------------------------------------- |  | ---- | ---- | ------- | ------- | -------- |
| 1   | Іран     | 8 | 6 | 0 | 2 | 34 | 4  | +30 | 18 | Третій раунд та Кубок Азії            |  | —    | 1:0  | 3:0     | 3:1     | 14:0     |
| 2   | Ірак     | 8 | 5 | 2 | 1 | 14 | 4  | +10 | 17 | Третій раунд та Кубок Азії            |  | 2:1  | —    | 0:0     | 2:0     | 4:1      |
| 3   | Бахрейн  | 8 | 4 | 3 | 1 | 15 | 4  | +11 | 15 | Третій раунд кваліфікації Кубку Азії  |  | 1:0  | 1:1  | —       | 4:0     | 8:0      |
| 4   | Гонконг  | 8 | 1 | 2 | 5 | 4  | 13 | −9  | 5  | Третій раунд кваліфікації Кубку Азії  |  | 0:2  | 0:1  | 0:0     | —       | 2:0      |
| 5   | Камбоджа | 8 | 0 | 1 | 7 | 2  | 44 | −42 | 1  | Раунд плей-оф кваліфікації Кубку Азії |  | 0:10 | 0:4  | 0:1     | 1:1     | —        |

### Група D
| Поз | Команда           | І | В | Н | П | ГЗ | ГП | РГ  | О  | Кваліфікація                         |  | Саудівська Аравія | Узбекистан | Палестина | Сінгапур | Ємен |
| --- | ----------------- | - | - | - | - | -- | -- | --- | -- | ------------------------------------ |  | ----------------- | ---------- | --------- | -------- | ---- |
| 1   | Саудівська Аравія | 8 | 6 | 2 | 0 | 22 | 4  | +18 | 20 | Третій раунд та Кубок Азії           |  | —                 | 3:0        | 5:0       | 3:0      | 3:0  |
| 2   | Узбекистан        | 8 | 5 | 0 | 3 | 18 | 9  | +9  | 15 | Третій раунд кваліфікації Кубку Азії |  | 2:3               | —          | 2:0       | 5:0      | 5:0  |
| 3   | Палестина         | 8 | 3 | 1 | 4 | 10 | 10 | 0   | 10 | Третій раунд кваліфікації Кубку Азії |  | 0:0               | 2:0        | —         | 4:0      | 3:0  |
| 4   | Сінгапур          | 8 | 2 | 1 | 5 | 7  | 22 | −15 | 7  | Третій раунд кваліфікації Кубку Азії |  | 0:3               | 1:3        | 2:1       | —        | 2:2  |
| 5   | Ємен              | 8 | 1 | 2 | 5 | 6  | 18 | −12 | 5  | Третій раунд кваліфікації Кубку Азії |  | 2:2               | 0:1        | 1:0       | 1:2      | —    |

### Група E
| Поз | Команда    | І | В | Н | П | ГЗ | ГП | РГ  | О  | Кваліфікація                         |  | Катар | Оман | Індія | Афганістан | Бангладеш |
| --- | ---------- | - | - | - | - | -- | -- | --- | -- | ------------------------------------ |  | ----- | ---- | ----- | ---------- | --------- |
| 1   | Катар      | 8 | 7 | 1 | 0 | 18 | 1  | +17 | 22 | Кубок Азії                           |  | —     | 2:1  | 0:0   | 6:0        | 5:0       |
| 2   | Оман       | 8 | 6 | 0 | 2 | 16 | 6  | +10 | 18 | Третій раунд та Кубок Азії           |  | 0:1   | —    | 1:0   | 3:0        | 4:1       |
| 3   | Індія      | 8 | 1 | 4 | 3 | 6  | 7  | −1  | 7  | Третій раунд кваліфікації Кубку Азії |  | 0:1   | 1:2  | —     | 1:1        | 1:1       |
| 4   | Афганістан | 8 | 1 | 3 | 4 | 5  | 15 | −10 | 6  | Третій раунд кваліфікації Кубку Азії |  | 0:1   | 1:2  | 1:1   | —          | 1:0       |
| 5   | Бангладеш  | 8 | 0 | 2 | 6 | 3  | 19 | −16 | 2  | Третій раунд кваліфікації Кубку Азії |  | 0:2   | 0:3  | 0:2   | 1:1        | —         |

1. ↑  Катар вже кваліфікувався до Чемпіонату світу як господар турніру

### Група F
| Поз | Команда     | І | В | Н | П | ГЗ | ГП | РГ  | О  | Кваліфікація                         |  | Японія | Таджикистан | Киргизстан | Монголія | М'янма |
| --- | ----------- | - | - | - | - | -- | -- | --- | -- | ------------------------------------ |  | ------ | ----------- | ---------- | -------- | ------ |
| 1   | Японія      | 8 | 8 | 0 | 0 | 46 | 2  | +44 | 24 | Третій раунд та Кубок Азії           |  | —      | 4:1         | 5:1        | 6:0      | 10:0   |
| 2   | Таджикистан | 8 | 4 | 1 | 3 | 14 | 12 | +2  | 13 | Третій раунд кваліфікації Кубку Азії |  | 0:3    | —           | 1:0        | 3:0      | 4:0    |
| 3   | Киргизстан  | 8 | 3 | 1 | 4 | 19 | 12 | +7  | 10 | Третій раунд кваліфікації Кубку Азії |  | 0:2    | 1:1         | —          | 0:1      | 7:0    |
| 4   | Монголія    | 8 | 2 | 0 | 6 | 3  | 27 | −24 | 6  | Третій раунд кваліфікації Кубку Азії |  | 0:14   | 0:1         | 1:2        | —        | 1:0    |
| 5   | М'янма      | 8 | 2 | 0 | 6 | 6  | 35 | −29 | 6  | Третій раунд кваліфікації Кубку Азії |  | 0:2    | 4:3         | 1:8        | 1:0      | —      |

### Група G
| Поз | Команда   | І | В | Н | П | ГЗ | ГП | РГ  | О  | Кваліфікація                          |  | Об'єднані Арабські Емірати | В'єтнам | Малайзія | Таїланд | Індонезія |
| --- | --------- | - | - | - | - | -- | -- | --- | -- | ------------------------------------- |  | -------------------------- | ------- | -------- | ------- | --------- |
| 1   | ОАЕ       | 8 | 6 | 0 | 2 | 23 | 7  | +16 | 18 | Третій раунд та Кубок Азії            |  | —                          | 3:2     | 4:0      | 3:1     | 5:0       |
| 2   | В'єтнам   | 8 | 5 | 2 | 1 | 13 | 5  | +8  | 17 | Третій раунд та Кубок Азії            |  | 1:0                        | —       | 1:0      | 0:0     | 4:0       |
| 3   | Малайзія  | 8 | 4 | 0 | 4 | 10 | 12 | −2  | 12 | Третій раунд кваліфікації Кубку Азії  |  | 1:2                        | 1:2     | —        | 2:1     | 2:0       |
| 4   | Таїланд   | 8 | 2 | 3 | 3 | 9  | 9  | 0   | 9  | Третій раунд кваліфікації Кубку Азії  |  | 2:1                        | 0:0     | 0:1      | —       | 2:2       |
| 5   | Індонезія | 8 | 0 | 1 | 7 | 5  | 27 | −22 | 1  | Раунд плей-оф кваліфікації Кубку Азії |  | 0:5                        | 1:3     | 2:3      | 0:3     | —         |

### Група H
| Поз | Команда            | І | В | Н | П | ГЗ | ГП | РГ  | О  | Кваліфікація                         |  | Південна Корея | Ліван | Туркменістан | Шрі-Ланка | Північна Корея |
| --- | ------------------ | - | - | - | - | -- | -- | --- | -- | ------------------------------------ |  | -------------- | ----- | ------------ | --------- | -------------- |
| 1   | Південна Корея     | 6 | 5 | 1 | 0 | 22 | 1  | +21 | 16 | Третій раунд та Кубок Азії           |  | —              | 2:1   | 5:0          | 8:0       | 7 чер          |
| 2   | Ліван              | 6 | 3 | 1 | 2 | 11 | 8  | +3  | 10 | Третій раунд та Кубок Азії           |  | 0:0            | —     | 2:1          | 3:2       | 0:0            |
| 3   | Туркменістан       | 6 | 3 | 0 | 3 | 8  | 11 | −3  | 9  | Третій раунд кваліфікації Кубку Азії |  | 0:2            | 3:2   | —            | 2:0       | 3:1            |
| 4   | Шрі-Ланка          | 6 | 0 | 0 | 6 | 2  | 23 | −21 | 0  | Третій раунд кваліфікації Кубку Азії |  | 0:5            | 0:3   | 0:2          | —         | 0:1            |
| 5   | Північна Корея (W) | 0 | 0 | 0 | 0 | 0  | 0  | 0   | 0  | Вийшла                               |  | 0:0            | 2:0   | 15 чер       | 3 чер     | —              |

### Рейтинг других місць
| Поз | Груп | Команда     | І | В | Н | П | ГЗ | ГП | РГ  | О  | Кваліфікація                                            |
| --- | ---- | ----------- | - | - | - | - | -- | -- | --- | -- | ------------------------------------------------------- |
| 1   | A    | КНР         | 6 | 4 | 1 | 1 | 16 | 3  | +13 | 13 | Третій раунд кваліфікації Чемпіонат світу               |
| 2   | E    | Оман        | 6 | 4 | 0 | 2 | 9  | 5  | +4  | 12 | Третій раунд кваліфікації Чемпіонат світу та Кубок Азії |
| 3   | C    | Ірак        | 6 | 3 | 2 | 1 | 6  | 3  | +3  | 11 | Третій раунд кваліфікації Чемпіонат світу та Кубок Азії |
| 4   | G    | В'єтнам     | 6 | 3 | 2 | 1 | 6  | 4  | +2  | 11 | Третій раунд кваліфікації Чемпіонат світу та Кубок Азії |
| 5   | H    | Ліван       | 6 | 3 | 1 | 2 | 11 | 8  | +3  | 10 | Третій раунд кваліфікації Чемпіонат світу та Кубок Азії |
| 6   | F    | Таджикистан | 6 | 3 | 1 | 2 | 7  | 8  | −1  | 10 | Третій раунд кваліфікації Кубку Азії                    |
| 7   | D    | Узбекистан  | 6 | 3 | 0 | 3 | 12 | 9  | +3  | 9  | Третій раунд кваліфікації Кубку Азії                    |
| 8   | B    | Кувейт      | 6 | 2 | 2 | 2 | 8  | 6  | +2  | 8  | Третій раунд кваліфікації Кубку Азії                    |

## Третій раунд
Третій раунд складається з двох груп по 6 команд кожна. Дві найкращі команди з кожної групи потраплять до Чемпіонату світу. Дві команди, що посіли трете місце в кожній групі, пройдуть до четвертого раунду (плей-оф).
Жеребкування відбулося 1 липня 2021 у Малайзії.

### Група A
| Поз | Команда        | І  | В | Н | П | ГЗ | ГП | РГ  | О  | Кваліфікація                          |     | Іран | Південна Корея | Об'єднані Арабські Емірати | Ірак | Сирія | Ліван |
| --- | -------------- | -- | - | - | - | -- | -- | --- | -- | ------------------------------------- | --- | ---- | -------------- | -------------------------- | ---- | ----- | ----- |
| 1   | Іран           | 10 | 8 | 1 | 1 | 15 | 4  | +11 | 25 | Кваліфікація до Чемпіонату світу 2022 |     | —    | 1:1            | 1:0                        | 1:0  | 1:0   | 2:0   |
| 2   | Південна Корея | 10 | 7 | 2 | 1 | 13 | 3  | +10 | 23 | Кваліфікація до Чемпіонату світу 2022 |     | 2:0  | —              | 1:0                        | 0:0  | 2:1   | 1:0   |
| 3   | ОАЕ            | 10 | 3 | 3 | 4 | 7  | 7  | 0   | 12 | Проходять до четвертого раунду        |     | 0:1  | 1:0            | —                          | 2:2  | 2:0   | 0:0   |
| 4   | Ірак           | 10 | 1 | 6 | 3 | 6  | 12 | −6  | 9  |                                       |     | 0:3  | 0:3            | 1:0                        | —    | 1:1   | 0:0   |
| 5   | Сирія          | 10 | 1 | 3 | 6 | 9  | 16 | −7  | 6  |                                       | 0:3 | 0:2  | 1:1            | 1:1                        | —    | 2:3   |       |
| 6   | Ліван          | 10 | 1 | 3 | 6 | 5  | 13 | −8  | 6  |                                       | 1:2 | 0:1  | 0:1            | 1:1                        | 0:3  | —     |       |

### Група B
| Поз | Команда           | І  | В | Н | П | ГЗ | ГП | РГ  | О  | Кваліфікація                          |     | Саудівська Аравія | Японія | Австралія | Оман | Китай | В'єтнам |
| --- | ----------------- | -- | - | - | - | -- | -- | --- | -- | ------------------------------------- | --- | ----------------- | ------ | --------- | ---- | ----- | ------- |
| 1   | Саудівська Аравія | 10 | 7 | 2 | 1 | 12 | 6  | +6  | 23 | Кваліфікація до Чемпіонату світу 2022 |     | —                 | 1:0    | 1:0       | 1:0  | 3:2   | 3:1     |
| 2   | Японія            | 10 | 7 | 1 | 2 | 12 | 4  | +8  | 22 | Кваліфікація до Чемпіонату світу 2022 |     | 2:0               | —      | 2:1       | 0:1  | 2:0   | 1:1     |
| 3   | Австралія         | 10 | 4 | 3 | 3 | 15 | 9  | +6  | 15 | Проходять до четвертого раунду        |     | 0:0               | 0:2    | —         | 3:1  | 3:0   | 4:0     |
| 4   | Оман              | 10 | 4 | 2 | 4 | 11 | 10 | +1  | 14 |                                       |     | 0:1               | 0:1    | 2:2       | —    | 2:0   | 3:1     |
| 5   | КНР               | 10 | 1 | 3 | 6 | 9  | 19 | −10 | 6  |                                       | 1:1 | 0:1               | 1:1    | 1:1       | —    | 3:2   |         |
| 6   | В'єтнам           | 10 | 1 | 1 | 8 | 8  | 19 | −11 | 4  |                                       | 0:1 | 0:1               | 0:1    | 0:1       | 3:1  | —     |         |

## Четвертий раунд
2 команди, які посіли трете місце у третьому раунді, зустрілися в одноматчевому протистоянні, переможець якого потрапив до міжконтинентальних плей-оф.
Матч було проведено в  Ер-Райяні 7 червня 2022 року.
| Команда 1 | Рахунок | Команда 2 |
| --------- | ------- | --------- |
| ОАЕ       | 1:2     | Австралія |

## Міжконтинентальні плей-оф
Жеребкування відбулося 26 листопада 2021 року, де переможцю четвертого раунду АФК випало грати з 5‑ю командою КОНМЕБОЛ. Матч міжконтинентального плей-оф відбувся 13 червня 2022 у Катарі.
| Команда 1 | Рахунок        | Команда 2 |
| --------- | -------------- | --------- |
| Австралія | 0:0 (пен. 5:4) | Перу      |

## Кваліфіковані збірні

Статус збірних АФК у кваліфікації Чемпіонату світу 2022:
Кваліфікувалися до Чемпіонату світу
Можуть кваліфікуватися
Вибули
Не член АФК

Наступні збірні АФК пройшли до фінального турніру.
| Команда           | Кваліфікація                    | Дата кваліфікації | Попередні участі у Чемпіонаті світу1                            |
| ----------------- | ------------------------------- | ----------------- | --------------------------------------------------------------- |
| Катар             | Господар                        | 2 грудня 2010     | 0 (вперше)                                                      |
| Іран              | 1 місце Групи A Третього раунду | 27 січня 2022     | 5 (1978, 1998, 2006, 2014, 2018)                                |
| Південна Корея    | 2 місце Групи A Третього раунду | 1 лютого 2022     | 10 (1954, 1986, 1990, 1994, 1998, 2002, 2006, 2010, 2014, 2018) |
| Японія            | 2 місце Групи B Третього раунду | 24 березня 2022   | 6 (1998, 2002, 2006, 2010, 2014, 2018)                          |
| Саудівська Аравія | 1 місце Групи B Третього раунду | 24 березня 2022   | 5 (1994, 1998, 2002, 2006, 2018)                                |
| Австралія         | Переможець плей-оф              | 13 червня 2022    | 5 (1974, 2006, 2010, 2014, 2018)                                |

1 Жирним шрифтом вказано переможців тогорічного змагання. Курсивом вказано господаря змагання.

## Позначки
1. ↑  Макао не відправили свою команд на матч-відповідь з міркувань безпеки після вибухів на Шрі-Ланці.[22] АФК передали цю справу до ФІФА,[23] які 27 червня 2019 оголосили, що Збірній Шрі-Ланки зараховано технічну перемогу з рахунком 3–0, в результаті чого команда Шрі-Ланки пройшла до Другого раунду.[24]